# Scelotrichia kipas
Scelotrichia kipas är en nattsländeart som beskrevs av Wells och Huisman 1993. Scelotrichia kipas ingår i släktet Scelotrichia och familjen smånattsländor. Inga underarter finns listade i Catalogue of Life.